# The Foreigner
The Foreigner (El extranjero en España y El implacable en Hispanoamérica) es una película de suspenso y acción de 2017 dirigida por Martin Campbell y escrita por David Marconi, basada en la novela de 1992 The Chinaman de Stephen Leather. Esta coproducción británico-china está protagonizada por Jackie Chan, Pierce Brosnan, Michael McElhatton, Liu Tao, Charlie Murphy, Orla Brady y Katie Leung, y narra la historia de un empresario que busca venganza por la muerte de su hija. El extranjero se estrenó en China el 30 de septiembre de 2017 y en los Estados Unidos el 13 de octubre de 2017, recaudando 137 millones de dólares en todo el mundo.
Recibió críticas mixtas, con algunas reseñas que elogiaban las excelentes interpretaciones de Chan y Brosnan y con otras que llamaban a la película una "copia de Búsqueda implacable".

## Sinopsis
Ngoc Minh Quan es un militar retirado de las fuerzas especiales de la guerra de Vietnam, nacionalizado británico y que ahora dirige un restaurante chino en Londres.
Es viudo y ha perdido dos de sus hijas trágicamente: además, su esposa falleció al dar a luz a Fan, la única hija que le queda. Ahora su vida ha quedado reducida a su hija y su trabajo.
Cuando Fan muere en un atentado con bomba en unos grandes almacenes reivindicado por un grupo que se hace llamar "IRA auténtico", el dolor inicial de Quan por la pérdida se transforma rápidamente en un intenso deseo de que se haga justicia, y empieza a buscar venganza. Primero intenta sobornar al agente de Scotland Yard Richard Bromley para obtener los nombres de los terroristas, pero Bromley no dispone de la información y se niega a aceptar el soborno. Entonces Quan centra sus esfuerzos en el todopoderoso viceministro irlandés Liam Hennessy, quien habla públicamente sobre su condición de exlíder de las fuerzas nacionalistas del IRA al tiempo que condena el atentado.
Keyi Lam, compañera de trabajo y amiga personal de Quan, intenta consolarlo y convencerlo de que debe seguir adelante con su vida, pero Quan se niega a dejarse influir y finalmente se va a Belfast a conocer a Hennessy. Hennessy dice no tener conocimiento del atentado ni de sus autores, lo que hasta ese momento es verídico, pero Quan no le cree. Sus preguntas aumentan hasta que se obsesiona con Hennessy, intentando sacarle toda la información posible y presionándolo mediante acciones de acoso furtivas y atentando su círculo de seguridad, y lo conmina a que revele los nombres.
Ante la insistencia de Quan, Hennessy envía a sus hombres para que lo intimiden y se retire del escenario, pero Quan les da una soberana paliza.
Hennessy, quien había subestimado a un "senescente" Quan, se ve obligado a usar casas de seguridad para impedir la coacción de Quan. Pero este demuestra estar mucho mejor preparado que las fuerzas de seguridad que le rodean. Hennessy no posee la información que Quan le requiere, pero se da cuenta de que en sus redes intimas sociales hay brechas y topos que están relacionados con el grupo de renegados terroristas del IRA.
Hennessy consigue obtener los datos necesarios y los nombres que le pide Quan, y se los hace llegar. Quan entonces iniciará una venganza contra los responsables del asesinato de su hija.

## Reparto
- Jackie Chan como Ngoc Minh Quan.
- Pierce Brosnan como Liam Hennessy.
- Michael McElhatton como Jim Kavanagh.
- Liu Tao como Keyi Lam.
- Charlie Murphy como Maggie/Sara McKay.
- Orla Brady como Mary Hennessy.
- Katie Leung como Fan.[4][5]
- Ray Fearon como Richard Bromley.
- Rory Fleck Byrne como Sean Morrison.
- Lia Williams como Katherine Davies.
- Simon Kunz como Matthew Rice.
- Pippa Bennett-Warner como Marissa Levitt.
- Dermot Crowley como Hugh McGrath.
- Rufus Jones como Ian Wood.